# 斯維亞托申-布羅瓦雷線
斯維亞托申-布羅瓦雷線（羅馬化：Sviatoshynsko-Brovarska liniia）是烏克蘭基輔地鐵的第一條路線，於1960年啟用，地圖上以紅線為標識，路線代號「M1」。最先啟用的五個站──火車站至第聶伯站的月台都有著極為華麗之建築設計和裝潢藝術，與其他社會主義國家地鐵站類似。全線現今共有18個車站，總長度22.7公里，從第聶伯站開始向東行到總站森林全部6個站都為地面站，是基輔地鐵現今唯一擁有地面站的路線。同樣擁有地面車站的莫斯科地鐵4號菲利線相對而言，因為受礙於寒冷惡劣天氣影響，而沒有如基輔地鐵將後繼的擴張路線建於地面上。
路線中央部分經過市中心大街赫雷夏蒂克及第聶伯河貫穿基輔市西邊及東邊。這條線擁有整個系統中最具歷史象徵性的車站，例如處於地表102米下最深的軍械廠站，及東行下一站第聶伯站，正好建於地鐵隧道上坡出口的架空車站。
1號線的車廠原設於第聶伯站之下，建有巨型列車升降台。直到1965年第聶伯河以東延線及达尔尼察車廠建成後，舊有的車廠已經被完全拆卸。現有50列列車被編排行走於本線。

## 站名更動
| 現今站名   | 舊站名         | 舊名年期  |
| ---------- | -------------- | --------- |
| 舒利亞夫卡 | 布爾什維克工廠 | 1968–1991 |
| 切尔尼希夫 | 共青團         | 1968–1991 |
| 布列斯特   | 十月           | 1971–1991 |
| 森林       | 少先隊會       | 1979–1991 |
| 劇院       | 列寧           | 1987–1991 |

## 車站列表
全線都位於基輔市內。
| 中文站名     | 烏克蘭文站名 | 英文站名 | 轉乘路線                      | 所在地             |
| ------------ | ------------ | -------- | ----------------------------- | ------------------ |
| 學院城       |              |          |                               | 斯維亞托申區       |
| 日托米爾     |              |          |                               | 斯維亞托申區       |
| 斯維亞托申   |              |          |                               | 斯維亞托申區       |
| 尼夫基       |              |          |                               | 舍夫琴科區         |
| 布列斯特     |              |          |                               | 舍夫琴科區         |
| 舒利亞夫卡   |              |          |                               | 舍夫琴科區         |
| 綜合技術學院 |              |          |                               | 索洛米揚卡區       |
| 火車站       |              |          |                               | 索洛米揚卡區       |
| 大學         |              |          |                               | 舍夫琴科區         |
| 劇院         |              |          | 瑟雷茨-佩切拉線（金門）       | 舍夫琴科區         |
| 赫雷夏蒂克   |              |          | 奧博隆-泰雷姆基線（獨立廣場） | 佩切爾斯克區       |
| 兵工廠       |              |          |                               | 佩切爾斯克區       |
| 第聶伯       |              |          |                               | 佩切爾斯克區       |
| 水公園       |              |          |                               | 第聶伯區           |
| 左岸         |              |          |                               | 第聶伯區           |
| 達爾尼察     |              |          |                               | 第聶伯區           |
| 切爾尼希夫   |              |          |                               | 第聶伯區、傑斯納區 |
| 森林         |              |          |                               | 傑斯納區           |

## 未來發展
因為這是系統中最早建成的路線，不少啟用時間超過半世紀的車站都需要更新修理，並且有計劃於2010年後為达尔尼察、火車站及劇院站增建新的車站出入口。

## 图片集

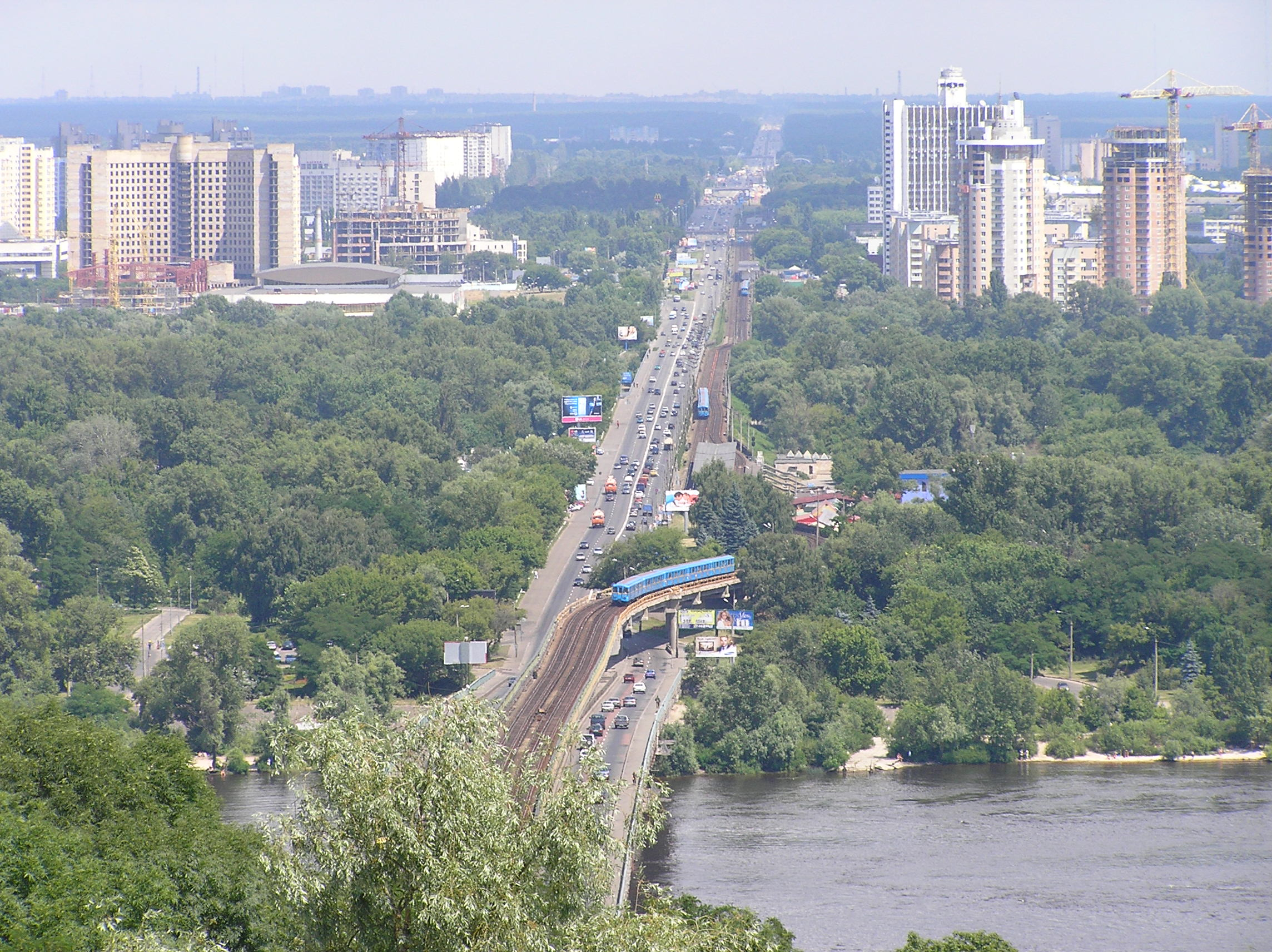
1號線第聶伯河以東地面段的景觀（攝於2005年）
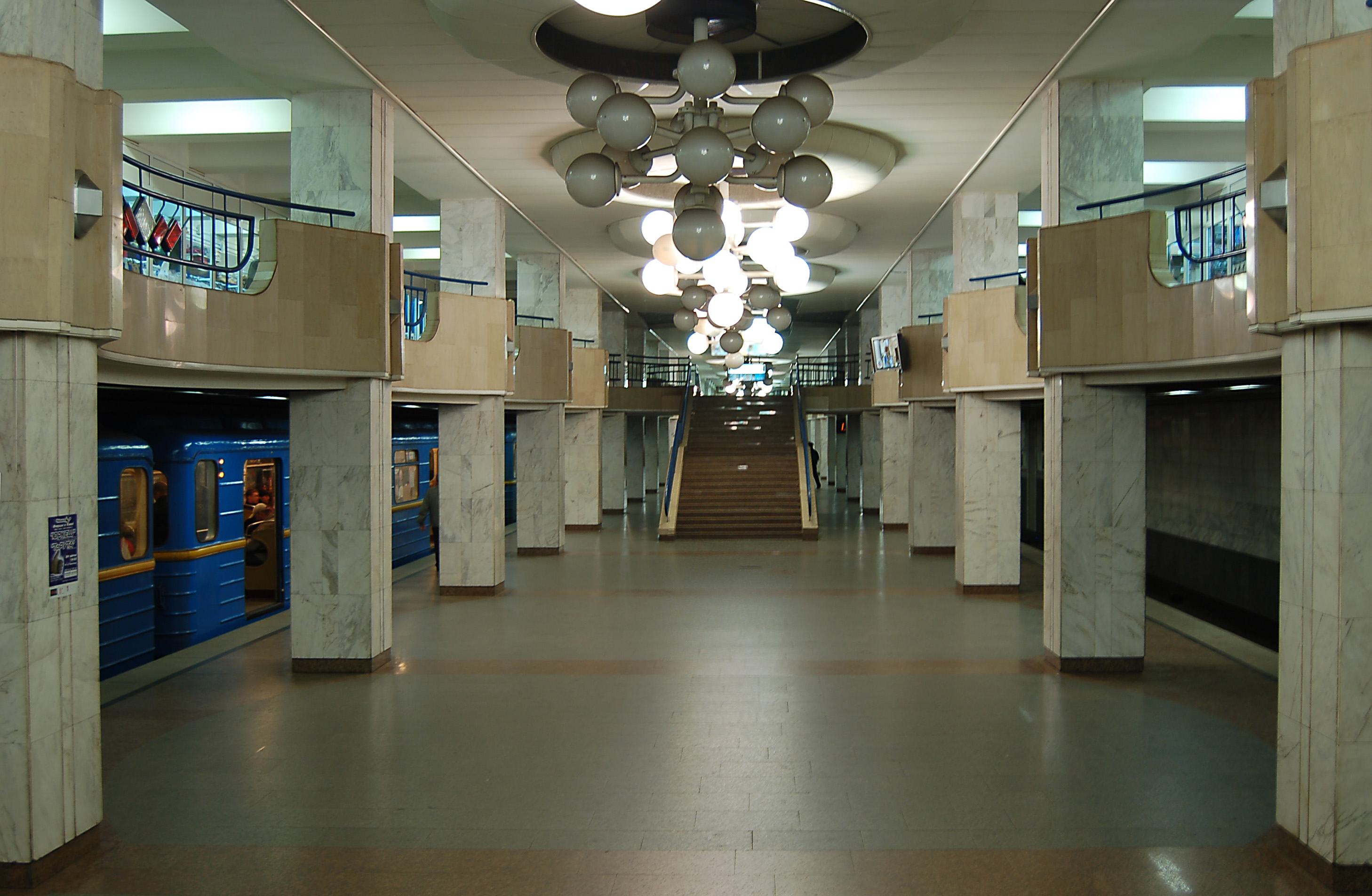
學院城站月台
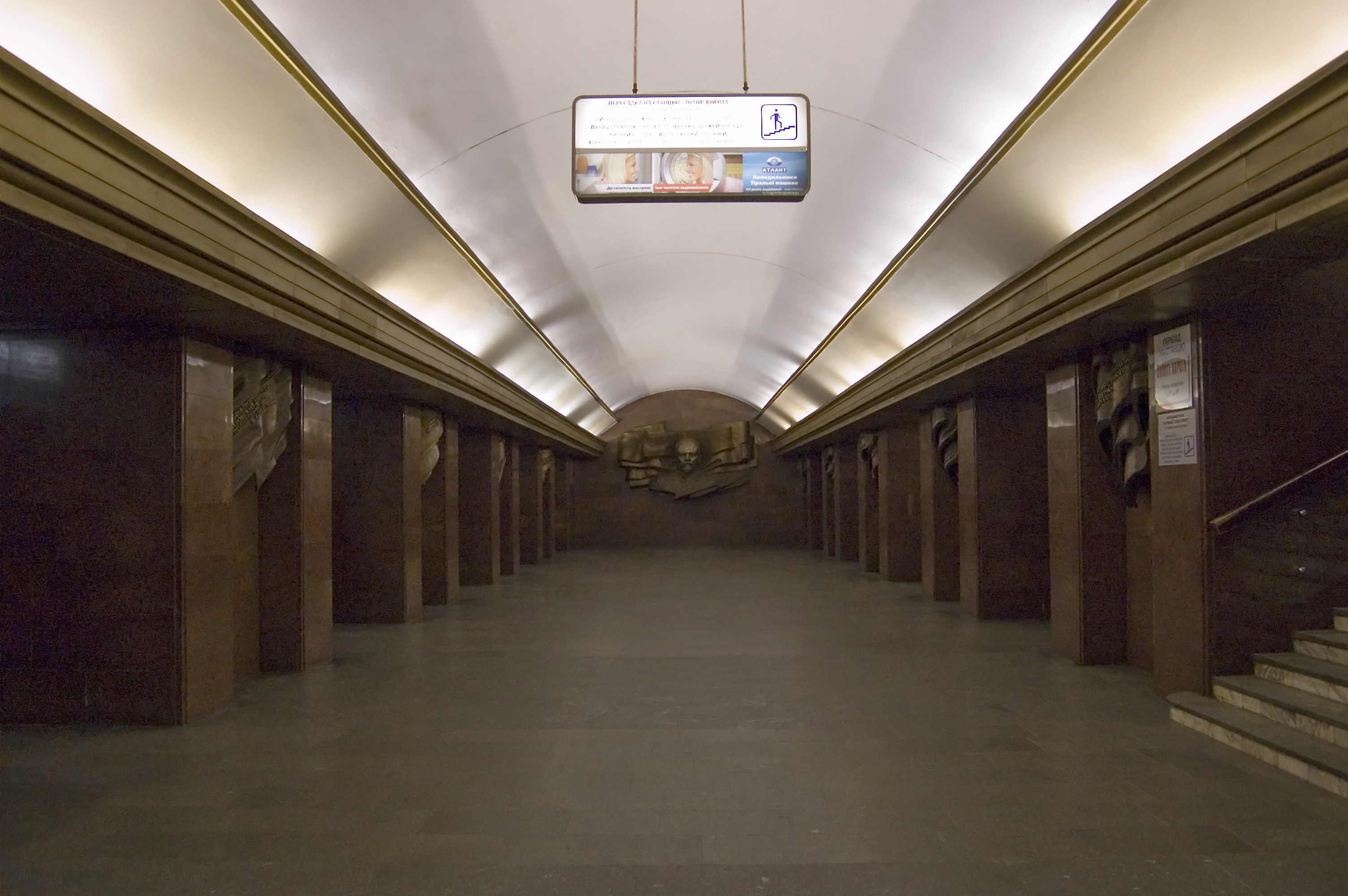
劇院站月台
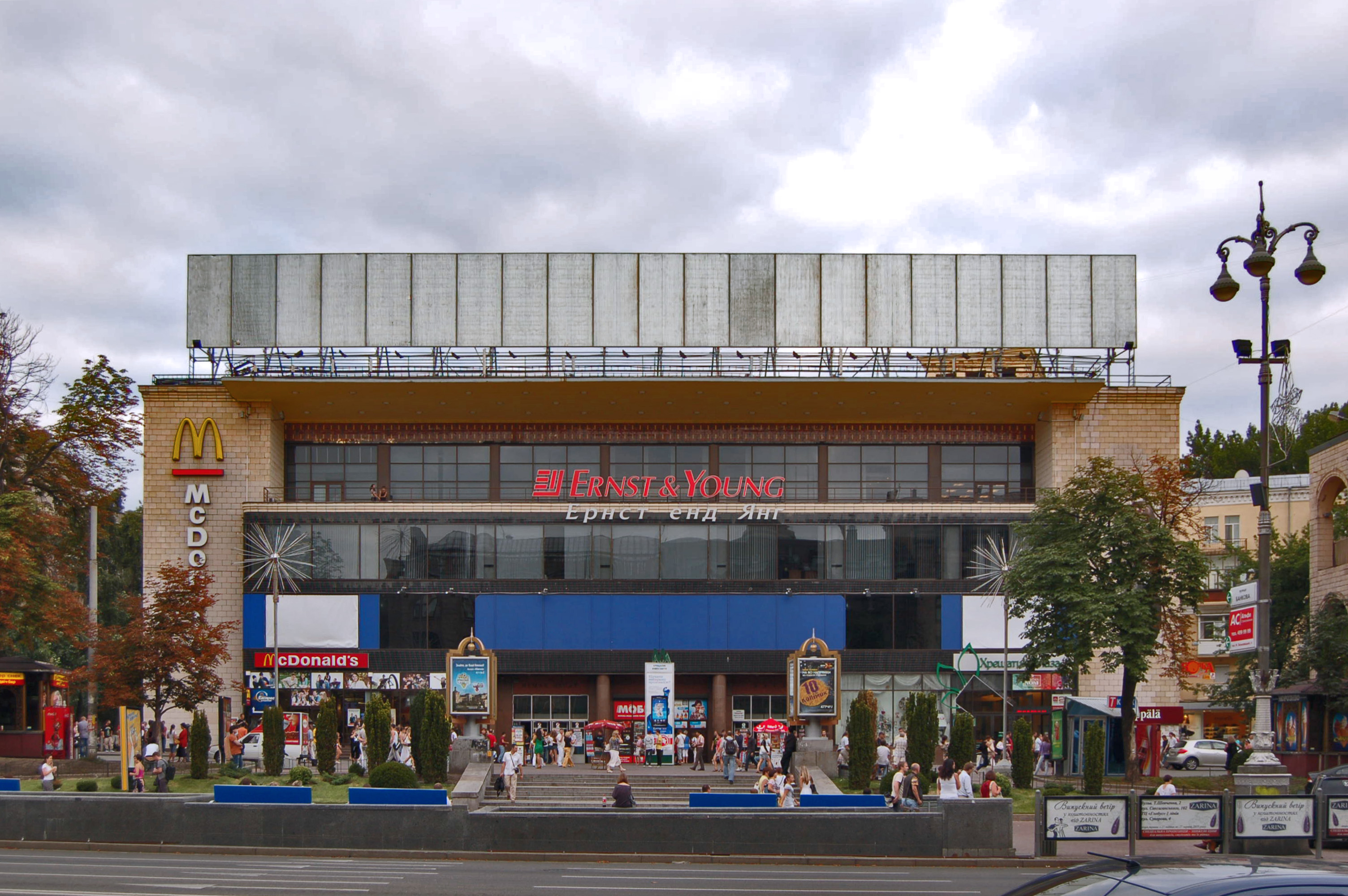
赫雷夏蒂克站出入口

## 來源
1. ↑   [基輔地鐵於 11 月 6 日慶祝成立 58 週年]. UNIAN.   [2023-08-24]. （原始内容存档于2023-08-24） （英语）.

## 外部連結
（乌克兰語）基輔地鐵官網⸺未来前瞻 （页面存档备份，存于）